# 도마 다케후미
도마 다케후미(일본어: 當間 建文, 1989년 3월 21일 ~ )는 일본의 축구 선수이다. 현재 J2리그의 마쓰모토 야마가 FC에서 뛰고 있다.

## 구단 경력
그는 2007년부터 2019년까지 J리그의 가시마 앤틀러스, 도치기 SC, 몬테디오 야마가타, 마쓰모토 야마가 FC, FC 기후에서 활동하였다.

## 국가대표팀 경력
그는 2010년 아시안 게임에 참가할 일본 U-23 국가대표팀에 발탁되었으며, 금메달 획득에 기여했다.